# Gare routière d'Oulu
La Gare routière d'Oulu (finnois : Oulun linja-autoasema) est un bâtiment construit dans le quartier de Vaara au centre d'Oulu en Finlande,,.

## Présentation
La gare routière est la gare routière principale d'Oulu. C'est le terminal des bus à longue distance venant d'Helsinki et d’autres grandes villes.
C’est une plaque tournante pour le transport régional passant par Oulu.
La gare routière dispose de treize quais. De nombreux bus locaux s'arrêtent à l'arrêt situé devant la gare routière.
La gare routière dispose d'un accès piétonnier par un tunnel vers la gare ferroviaire d'Oulu et ses quais.

## Galerie

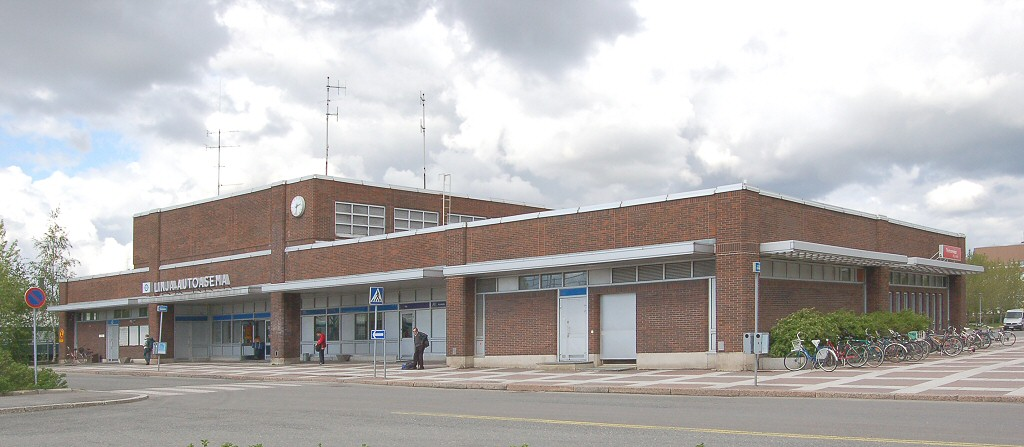
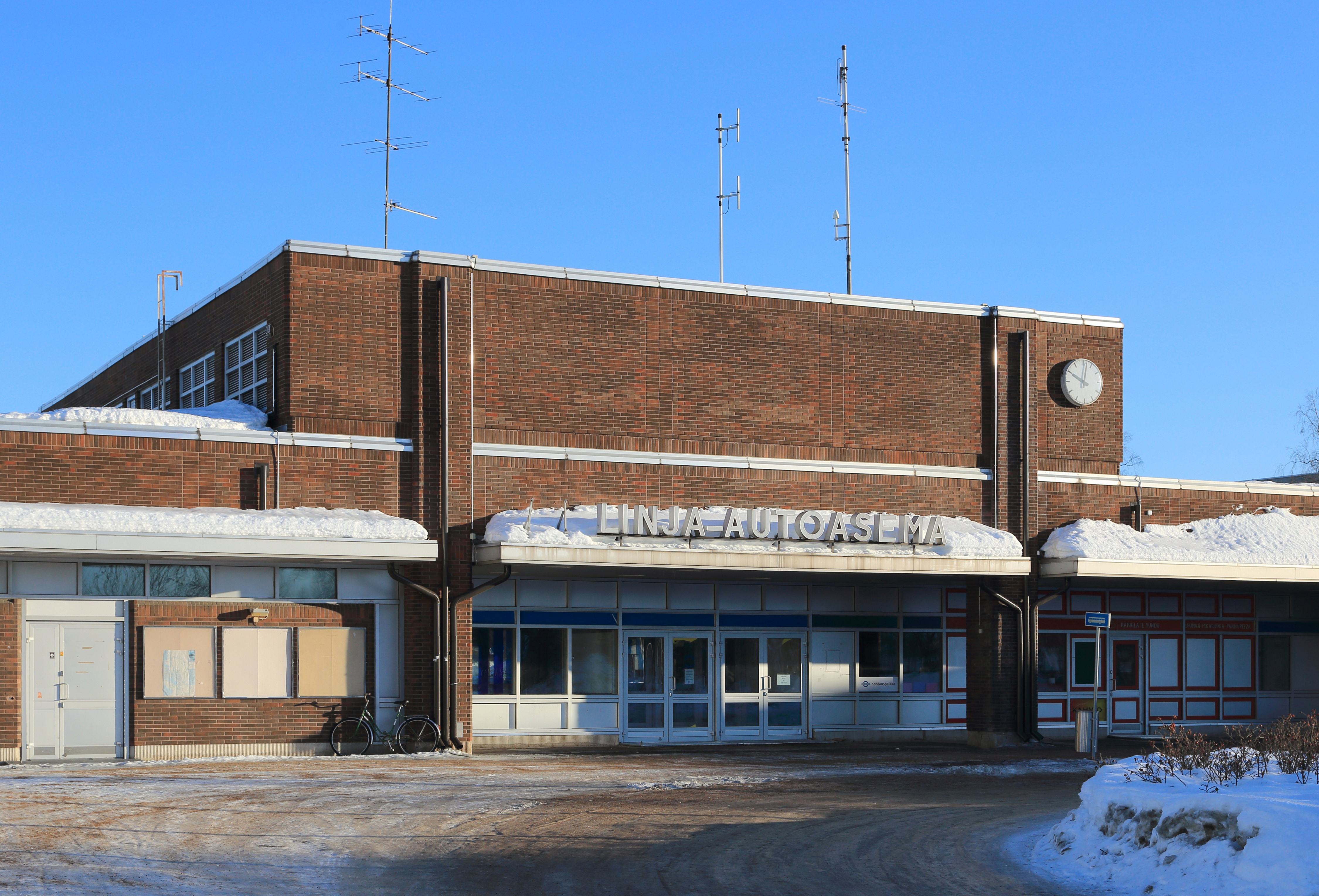